# Das Plantas
Das Plantas (em latim, De Plantis) é um tratado escrito em duas partes que não foi realmente escrito por Aristóteles. Primeiramente traduzido para o árabe e depois para o latim. Contém algumas observações de grande importância como a do sexo das plantas.

## Conteúdo
A obra está dividida em duas partes.

### Parte 1
A primeira parte discute a natureza da vida vegetal, o sexo nas plantas, as partes das plantas, a estrutura das plantas, a classificação das plantas, a composição e os produtos das plantas, os métodos de propagação e fertilização das plantas e as mudanças e variações de plantas.

### Parte 2
A segunda parte descreve as origens da vida vegetal, o material das plantas, os efeitos das condições externas e do clima nas plantas, plantas aquáticas, plantas rochosas, efeitos da localidade nas plantas, parasitismo, produção de frutas e folhas, cores e formas de plantas e frutas e seus sabores.

### Traduções
" Alfredo, o inglês , traduziu a versão árabe para o latim no reinado de Henrique III . Foi retraduzida dessa versão para o grego na Renascença por um residente grego na Itália."